# Novo Xingu
Novo Xingu este un oraș în Rio Grande do Sul (RS), Brazilia.